# Велоспорт на летних Олимпийских играх 2004 — групповая шоссейная гонка (женщины)
Групповая шоссейная велогонка среди женщин на летних Олимпийских играх 2004 года прошла 15 августа 2004 года.
Победу в гонке одержала австралийка Сара Кэрриган, немка Юдит Ардт получила серебряную медаль. Россиянка Ольга Слюсарева выиграла бронзу.

## Участники
Олимпийская групповая шоссейная гонка, в которой участвовали всего 67 гонщиц из 30 стран, была уникальна тем, что в ней участвовали не более трёх гонщиков от каждой страны, и тактика гонки должна была несколько отличаться от обычных групповых гонок. В предыдущие годы этот факт приводил к тому, что гонки были сдержанными и малоподвижными: команды опасались слишком рано тратить силы столь малого количества участников. Однако в последние годы ситуация в женском велоспорте изменилась, и в этом году гонка должна быть более агрессивной. Необычность гонки заключалась ещё и в том, что многие гонщицы впервые в этом году присоединились к своим соотечественницам, которые провели большую часть года в своих профессиональных командах.
На основании рейтинга UCI, составленного по состоянию на 30 апреля 2004 года, UCI распределил места для квалифицировавшихся стран на шоссейных соревнованиях Олимпийских игр 2004 года в Афинах. В приведенной ниже таблице указано максимальное количество мужчин и женщин от каждой страны, которые могли принять участие в индивидуальной и шоссейной гонке. Окончательное распределение мест 30 июня зависело от подтверждений различных национальных олимпийских комитетов. Все свободные места распределялись UCI по приглашению трёхсторонней комиссии.
|                     | Мужчины         | Мужчины              | Женщины         | Женщины              |
| Страна              | Групповая гонка | Индивидуальная гонка | Групповая гонка | Индивидуальная гонка |
| ------------------- | --------------- | -------------------- | --------------- | -------------------- |
| Австралия           | 5               | 2                    | 3               | 1                    |
| Австрия             | 4               | 1                    | 1               | 0                    |
| Бельгия             | 5               | 2                    | 1               | 0                    |
| Беларусь            | 1               | 0                    | 2               | 0                    |
| Бразилия            | 3               | 0                    | 1               | 0                    |
| Болгария            | 1               | 0                    | —               | —                    |
| Канада              | 3               | 0                    | 3               | 2                    |
| Чили                | 1               | 0                    | —               | —                    |
| Китай               | —               | —                    | 2               | 0                    |
| Колумбия            | 4               | 1                    | —               | —                    |
| Чехия               | 4               | 2                    | 2               | 1                    |
| Дания               | 5               | 1                    | —               | —                    |
| Сальвадор           | —               | —                    | 1               | 0                    |
| Испания             | 5               | 2                    | 3               | 2                    |
| Эстония             | 4               | 1                    | 1               | 0                    |
| Франция             | 5               | 2                    | 3               | 2                    |
| Великобритания      | 5               | 2                    | 3               | 1                    |
| Германия            | 5               | 2                    | 3               | 2                    |
| Гватемала           | —               | —                    | 1               | 0                    |
| Гонконг             | 1               | 0                    | —               | —                    |
| Венгрия             | 1               | 1                    | —               | —                    |
| Иран                | 2               | 0                    | —               | —                    |
| Ирландия            | 2               | 0                    | —               | —                    |
| Италия              | 5               | 2                    | 3               | 1                    |
| Япония              | 2               | 0                    | 2               | 0                    |
| Казахстан           | 5               | 2                    | —               | —                    |
| Республика Корея    | —               | —                    | 1               | 0                    |
| Латвия              | 2               | 0                    | —               | —                    |
| Литва               | —               | —                    | 3               | 2                    |
| Люксембург          | 4               | 1                    | —               | —                    |
| Молдова             | 2               | 0                    | —               | —                    |
| Мексика             | —               | —                    | 1               | 0                    |
| Нидерланды          | 5               | 1                    | 3               | 2                    |
| Норвегия            | 4               | 1                    | 3               | 1                    |
| Новая Зеландия      | 4               | 1                    | 3               | 0                    |
| Польша              | 5               | 1                    | 2               | 0                    |
| Португалия          | 4               | 1                    | —               | —                    |
| ЮАР                 | 3               | 0                    | 1               | 0                    |
| Россия              | 5               | 2                    | 3               | 2                    |
| Сербия и Черногория | 1               | 0                    | —               | —                    |
| Словения            | 4               | 1                    | —               | —                    |
| Швейцария           | 5               | 2                    | 3               | 2                    |
| Словакия            | 2               | 0                    | —               | —                    |
| Швеция              | 4               | 2                    | 3               | 1                    |
| Украина             | 5               | 2                    | 3               | 1                    |
| США                 | 5               | 2                    | 3               | 2                    |
| Узбекистан          | 1               | 0                    | —               | —                    |
| Венесуэла           | 2               | 0                    | —               | —                    |
| Мест для участия    | 145             | 40                   | 67              | 25                   |
| Максимальная квота  | 145             |                      | 67              |                      |

| Национальные сборные (30)- Нидерланды - Германия - Австралия - Литва - Россия - Швеция - Канада - Испания - Швейцария - США - Италия - Великобритания - Франция - Норвегия - Украина - Новая Зеландия - Чехия - Польша - Япония - Беларусь - Бельгия - Австрия - Бразилия - ЮАР - Мексика - Китай - Сальвадор - Эстония - Гватемала - Республика Корея |
| |

| Нидерланды NED | Нидерланды NED     | Нидерланды NED |
| -------------- | ------------------ | -------------- |
| №              | Гонщик             | Место          |
| 1              | Леонтин Ван Морсел | DNF            |
| 2              | Мирьям Мельхерс    | 6-й            |
| 3              | Анушка ван дер Зее | DNF            |

| Германия GER | Германия GER  | Германия GER |
| ------------ | ------------- | ------------ |
| №            | Гонщик        | Место        |
| 4            | Юдит Арндт    | 2-й          |
| 5            | Ангела Хенниг | DNF          |
| 6            | Трикси Воррак | 25-й         |

| Австралия AUS | Австралия AUS | Австралия AUS |
| ------------- | ------------- | ------------- |
| №             | Гонщик        | Место         |
| 7             | Сара Кэрриган | 1-й           |
| 8             | Оливия Голлан | 12-й          |
| 9             | Ойнон Вуд     | 4-й           |

| Литва LTU | Литва LTU            | Литва LTU |
| --------- | -------------------- | --------- |
| №         | Гонщик               | Место     |
| 10        | Йоланта Поликевичюте | 31-й      |
| 11        | Раса Поликевичюте    | 29-й      |
| 12        | Эдита Пучинскайте    | 9-й       |

| Россия RUS | Россия RUS          | Россия RUS |
| ---------- | ------------------- | ---------- |
| №          | Гонщик              | Место      |
| 13         | Светлана Бубненкова | DNF        |
| 14         | Ольга Слюсарева     | 3-й        |
| 15         | Зульфия Забирова    | 39-й       |

| Швеция SWE | Швеция SWE      | Швеция SWE |
| ---------- | --------------- | ---------- |
| №          | Гонщик          | Место      |
| 16         | Камилла Ларссон | DNF        |
| 17         | Мадлен Линдберг | 49-й       |
| 18         | Сюзанн Юнгског  | 33-й       |

| Канада CAN | Канада CAN       | Канада CAN |
| ---------- | ---------------- | ---------- |
| №          | Гонщик           | Место      |
| 19         | Лин Бессетт      | DNF        |
| 20         | Манон Ютрас      | 30-й       |
| 21         | Сью Палмер-Комар | 11-й       |

| Испания ESP | Испания ESP      | Испания ESP |
| ----------- | ---------------- | ----------- |
| №           | Гонщик           | Место       |
| 22          | Энерис Итурриага | 34-й        |
| 23          | Теодора Руано    | DNF         |
| 24          | Жоан Сомарриба   | 7-й         |

| Швейцария SUI | Швейцария SUI  | Швейцария SUI |
| ------------- | -------------- | ------------- |
| №             | Гонщик         | Место         |
| 25            | Николь Брендли | 38-й          |
| 26            | Приска Доппман | 18-й          |
| 27            | Барбара Хееб   | 28-й          |

| США USA | США USA           | США USA |
| ------- | ----------------- | ------- |
| №       | Гонщик            | Место   |
| 28      | Кристин Армстронг | 8-й     |
| 29      | Деде Барри        | 16-й    |
| 30      | Кристин Торберн   | 15-й    |

| Италия ITA | Италия ITA       | Италия ITA |
| ---------- | ---------------- | ---------- |
| №          | Гонщик           | Место      |
| 31         | Джорджа Бронцини | 37-й       |
| 32         | Ноэми Кантеле    | 13-й       |
| 33         | Татьяна Гудерцо  | 26-й       |

| Великобритания GBR | Великобритания GBR | Великобритания GBR |
| ------------------ | ------------------ | ------------------ |
| №                  | Гонщик             | Место              |
| 34                 | Николь Кук         | 5-й                |
| 35                 | Рэйчел Хил         | 22-й               |
| 36                 | Сара Симингтон     | DNF                |

| Франция FRA | Франция FRA  | Франция FRA |
| ----------- | ------------ | ----------- |
| №           | Гонщик       | Место       |
| 37          | Соня Юге     | 40-й        |
| 38          | Жанни Лонго  | 10-й        |
| 39          | Эдвиж Питель | 32-й        |

| Норвегия NOR | Норвегия NOR | Норвегия NOR |
| ------------ | ------------ | ------------ |
| №            | Гонщик       | Место        |
| 40           | Лене Бейберг | 48-й         |
| 41           | Линн Торп    | 53-й         |
| 42           | Анита Вален  | 14-й         |

| Украина UKR | Украина UKR        | Украина UKR |
| ----------- | ------------------ | ----------- |
| №           | Гонщик             | Место       |
| 43          | Ирина Чужинова     | 23-й        |
| 44          | Наталия Качалка    | 36-й        |
| 45          | Валентина Карпенко | 43-й        |

| Новая Зеландия NZL | Новая Зеландия NZL | Новая Зеландия NZL |
| ------------------ | ------------------ | ------------------ |
| №                  | Гонщик             | Место              |
| 46                 | Мелисса Холт       | DNF                |
| 47                 | Мишель Хюланд      | 56-й               |
| 48                 | Джоанн Кисановски  | 17-й               |

| Чехия CZE | Чехия CZE         | Чехия CZE |
| --------- | ----------------- | --------- |
| №         | Гонщик            | Место     |
| 49        | Лада Козликова    | DNF       |
| 50        | Мартина Ружичкова | 52-й      |

| Польша POL | Польша POL         | Польша POL |
| ---------- | ------------------ | ---------- |
| №          | Гонщик             | Место      |
| 51         | Богумила Матусяк   | 42-й       |
| 52         | Малгожата Высоцкая | 27-й       |

| Япония JPN | Япония JPN   | Япония JPN |
| ---------- | ------------ | ---------- |
| №          | Гонщик       | Место      |
| 53         | Миёко Карами | 41-й       |
| 54         | Михо Оки     | 20-й       |

| Беларусь BLR | Беларусь BLR       | Беларусь BLR |
| ------------ | ------------------ | ------------ |
| №            | Гонщик             | Место        |
| 55           | Ольга Хаева        | 45-й         |
| 56           | Зинаида Стагурская | 19-й         |

| Бельгия BEL | Бельгия BEL     | Бельгия BEL |
| ----------- | --------------- | ----------- |
| №           | Гонщик          | Место       |
| 57          | Шарон Вандромме | 21-й        |

| Австрия AUT | Австрия AUT     | Австрия AUT |
| ----------- | --------------- | ----------- |
| №           | Гонщик          | Место       |
| 58          | Кристиана Зёдер | 24-й        |

| Бразилия BRA | Бразилия BRA       | Бразилия BRA |
| ------------ | ------------------ | ------------ |
| №            | Гонщик             | Место        |
| 59           | Янильдес Фернандеш | 54-й         |

| ЮАР RSA | ЮАР RSA         | ЮАР RSA |
| ------- | --------------- | ------- |
| №       | Гонщик          | Место   |
| 60      | Анриетте Скуман | 55-й    |

| Мексика MEX | Мексика MEX   | Мексика MEX |
| ----------- | ------------- | ----------- |
| №           | Гонщик        | Место       |
| 61          | Белем Герреро | 46-й        |

| Китай CHN | Китай CHN     | Китай CHN |
| --------- | ------------- | --------- |
| №         | Гонщик        | Место     |
| 62        | Цянь Юнджуань | 44-й      |
| 63        | Чжан Джунинг  | 47-й      |

| Сальвадор ESA | Сальвадор ESA | Сальвадор ESA |
| ------------- | ------------- | ------------- |
| №             | Гонщик        | Место         |
| 64            | Эвелин Гарсиа | 35-й          |

| Эстония EST | Эстония EST  | Эстония EST |
| ----------- | ------------ | ----------- |
| №           | Гонщик       | Место       |
| 65          | Маарис Майер | DNF         |

| Гватемала GUA | Гватемала GUA        | Гватемала GUA |
| ------------- | -------------------- | ------------- |
| №             | Гонщик               | Место         |
| 66            | Мария Долорес Молина | 50-й          |

| Республика Корея KOR | Республика Корея KOR | Республика Корея KOR |
| -------------------- | -------------------- | -------------------- |
| №                    | Гонщик               | Место                |
| 67                   | Хан Сонхи            | 51-й                 |

| Нидерланды NED | Нидерланды NED     | Нидерланды NED |
| -------------- | ------------------ | -------------- |
| №              | Гонщик             | Место          |
| 1              | Леонтин Ван Морсел | DNF            |
| 2              | Мирьям Мельхерс    | 6-й            |
| 3              | Анушка ван дер Зее | DNF            |

| Германия GER | Германия GER  | Германия GER |
| ------------ | ------------- | ------------ |
| №            | Гонщик        | Место        |
| 4            | Юдит Арндт    | 2-й          |
| 5            | Ангела Хенниг | DNF          |
| 6            | Трикси Воррак | 25-й         |

| Австралия AUS | Австралия AUS | Австралия AUS |
| ------------- | ------------- | ------------- |
| №             | Гонщик        | Место         |
| 7             | Сара Кэрриган | 1-й           |
| 8             | Оливия Голлан | 12-й          |
| 9             | Ойнон Вуд     | 4-й           |

| Литва LTU | Литва LTU            | Литва LTU |
| --------- | -------------------- | --------- |
| №         | Гонщик               | Место     |
| 10        | Йоланта Поликевичюте | 31-й      |
| 11        | Раса Поликевичюте    | 29-й      |
| 12        | Эдита Пучинскайте    | 9-й       |

| Россия RUS | Россия RUS          | Россия RUS |
| ---------- | ------------------- | ---------- |
| №          | Гонщик              | Место      |
| 13         | Светлана Бубненкова | DNF        |
| 14         | Ольга Слюсарева     | 3-й        |
| 15         | Зульфия Забирова    | 39-й       |

| Швеция SWE | Швеция SWE      | Швеция SWE |
| ---------- | --------------- | ---------- |
| №          | Гонщик          | Место      |
| 16         | Камилла Ларссон | DNF        |
| 17         | Мадлен Линдберг | 49-й       |
| 18         | Сюзанн Юнгског  | 33-й       |

| Канада CAN | Канада CAN       | Канада CAN |
| ---------- | ---------------- | ---------- |
| №          | Гонщик           | Место      |
| 19         | Лин Бессетт      | DNF        |
| 20         | Манон Ютрас      | 30-й       |
| 21         | Сью Палмер-Комар | 11-й       |

| Испания ESP | Испания ESP      | Испания ESP |
| ----------- | ---------------- | ----------- |
| №           | Гонщик           | Место       |
| 22          | Энерис Итурриага | 34-й        |
| 23          | Теодора Руано    | DNF         |
| 24          | Жоан Сомарриба   | 7-й         |

| Швейцария SUI | Швейцария SUI  | Швейцария SUI |
| ------------- | -------------- | ------------- |
| №             | Гонщик         | Место         |
| 25            | Николь Брендли | 38-й          |
| 26            | Приска Доппман | 18-й          |
| 27            | Барбара Хееб   | 28-й          |

| США USA | США USA           | США USA |
| ------- | ----------------- | ------- |
| №       | Гонщик            | Место   |
| 28      | Кристин Армстронг | 8-й     |
| 29      | Деде Барри        | 16-й    |
| 30      | Кристин Торберн   | 15-й    |

| Италия ITA | Италия ITA       | Италия ITA |
| ---------- | ---------------- | ---------- |
| №          | Гонщик           | Место      |
| 31         | Джорджа Бронцини | 37-й       |
| 32         | Ноэми Кантеле    | 13-й       |
| 33         | Татьяна Гудерцо  | 26-й       |

| Великобритания GBR | Великобритания GBR | Великобритания GBR |
| ------------------ | ------------------ | ------------------ |
| №                  | Гонщик             | Место              |
| 34                 | Николь Кук         | 5-й                |
| 35                 | Рэйчел Хил         | 22-й               |
| 36                 | Сара Симингтон     | DNF                |

| Франция FRA | Франция FRA  | Франция FRA |
| ----------- | ------------ | ----------- |
| №           | Гонщик       | Место       |
| 37          | Соня Юге     | 40-й        |
| 38          | Жанни Лонго  | 10-й        |
| 39          | Эдвиж Питель | 32-й        |

| Норвегия NOR | Норвегия NOR | Норвегия NOR |
| ------------ | ------------ | ------------ |
| №            | Гонщик       | Место        |
| 40           | Лене Бейберг | 48-й         |
| 41           | Линн Торп    | 53-й         |
| 42           | Анита Вален  | 14-й         |

| Украина UKR | Украина UKR        | Украина UKR |
| ----------- | ------------------ | ----------- |
| №           | Гонщик             | Место       |
| 43          | Ирина Чужинова     | 23-й        |
| 44          | Наталия Качалка    | 36-й        |
| 45          | Валентина Карпенко | 43-й        |

| Новая Зеландия NZL | Новая Зеландия NZL | Новая Зеландия NZL |
| ------------------ | ------------------ | ------------------ |
| №                  | Гонщик             | Место              |
| 46                 | Мелисса Холт       | DNF                |
| 47                 | Мишель Хюланд      | 56-й               |
| 48                 | Джоанн Кисановски  | 17-й               |

| Чехия CZE | Чехия CZE         | Чехия CZE |
| --------- | ----------------- | --------- |
| №         | Гонщик            | Место     |
| 49        | Лада Козликова    | DNF       |
| 50        | Мартина Ружичкова | 52-й      |

| Польша POL | Польша POL         | Польша POL |
| ---------- | ------------------ | ---------- |
| №          | Гонщик             | Место      |
| 51         | Богумила Матусяк   | 42-й       |
| 52         | Малгожата Высоцкая | 27-й       |

| Япония JPN | Япония JPN   | Япония JPN |
| ---------- | ------------ | ---------- |
| №          | Гонщик       | Место      |
| 53         | Миёко Карами | 41-й       |
| 54         | Михо Оки     | 20-й       |

| Беларусь BLR | Беларусь BLR       | Беларусь BLR |
| ------------ | ------------------ | ------------ |
| №            | Гонщик             | Место        |
| 55           | Ольга Хаева        | 45-й         |
| 56           | Зинаида Стагурская | 19-й         |

| Бельгия BEL | Бельгия BEL     | Бельгия BEL |
| ----------- | --------------- | ----------- |
| №           | Гонщик          | Место       |
| 57          | Шарон Вандромме | 21-й        |

| Австрия AUT | Австрия AUT     | Австрия AUT |
| ----------- | --------------- | ----------- |
| №           | Гонщик          | Место       |
| 58          | Кристиана Зёдер | 24-й        |

| Бразилия BRA | Бразилия BRA       | Бразилия BRA |
| ------------ | ------------------ | ------------ |
| №            | Гонщик             | Место        |
| 59           | Янильдес Фернандеш | 54-й         |

| ЮАР RSA | ЮАР RSA         | ЮАР RSA |
| ------- | --------------- | ------- |
| №       | Гонщик          | Место   |
| 60      | Анриетте Скуман | 55-й    |

| Мексика MEX | Мексика MEX   | Мексика MEX |
| ----------- | ------------- | ----------- |
| №           | Гонщик        | Место       |
| 61          | Белем Герреро | 46-й        |

| Китай CHN | Китай CHN     | Китай CHN |
| --------- | ------------- | --------- |
| №         | Гонщик        | Место     |
| 62        | Цянь Юнджуань | 44-й      |
| 63        | Чжан Джунинг  | 47-й      |

| Сальвадор ESA | Сальвадор ESA | Сальвадор ESA |
| ------------- | ------------- | ------------- |
| №             | Гонщик        | Место         |
| 64            | Эвелин Гарсиа | 35-й          |

| Эстония EST | Эстония EST  | Эстония EST |
| ----------- | ------------ | ----------- |
| №           | Гонщик       | Место       |
| 65          | Маарис Майер | DNF         |

| Гватемала GUA | Гватемала GUA        | Гватемала GUA |
| ------------- | -------------------- | ------------- |
| №             | Гонщик               | Место         |
| 66            | Мария Долорес Молина | 50-й          |

| Республика Корея KOR | Республика Корея KOR | Республика Корея KOR |
| -------------------- | -------------------- | -------------------- |
| №                    | Гонщик               | Место                |
| 67                   | Хан Сонхи            | 51-й                 |

- DNF — не финишировал

### Фавориты
В преддверии Олимпийских игр 2004 года женский шоссейный велоспорт переживал не лучшие времена. Спонсорская поддержка конца 1980-х и 1990-х годов прекращалась. Женщины больше не участвовали в женской гонке «Тур де Франс» (в этот год так же не проводился Гранд Букль феминин), а некоторые другие ведущие женские гонки были прекращены из-за отсутствия спонсорской поддержки. Таким образом, Олимпиады и чемпионаты мира приобрели ещё большее значение для профессиональных гонщиц. Впервые за всю историю Олимпийских игр в 2004 году не было явного фаворита, в том числе и потому, что было меньше международных гонок.
Некогда доминировавшая француженка Жанни Лонго в 2004 году участвовала в своей шестой Олимпиаде, но уже несколько лет не выигрывала никаких крупных титулов. Однако, её нельзя было сбрасывать со счетов, так как Лонго умеет приходить на большие гонки и вовремя сделать правильный ход, как она доказала это в 2003 году на Чемпионате мира в Гамильтоне, практически удержав группу для победы. В этом году она снова была сильна, и гонщики стремились не допустить ошибки и не упустить её в этот раз.
Нидерландка Леонтин ван Морсел, защищавшая свои титулы, вернулась, но никто не ожидал от неё повторения олимпийских результатов 2000 года, когда она выиграла три вида соревнований (групповую и индивидуальную гонки на шоссе, и индивидуальную гонку преследования на треке) и стала серебряным призёром в гонке по очкам, так как она сосредоточилась на трековом велоспорте, а шоссейная трасса была очень сложна. В 2000 году в Сиднее ван Морсел выиграла гонку в единственный день Олимпиады, когда шёл дождь. В ходе гонки несколько гонщиц, таких как Ина-Йоко Тойтенберг и Пиа Сандстедт, атаковали в самом начале, а количество участников в группе несколько сократилось, но в итоге всё свелось к спринтерской гонке, в которой ван Морсел одержала победу. Однако падение в начале гонки 2004 года заставило её сойти с соревнования. Её подруга по команде, Мирьям Мелхерс в этом году находилась в хорошей форме и являлась отличной гонщицей в однодневках.
Среди фаворитов гонки была британская спортсменка, Николь Кук, которая после медленного начала сезона, вызванного травмой, вернулась в свою характерную боевую форму. Эта трасса идеально подходила ей своими крутыми подъёмами и техническими аспектами, а также тем, что она очень хорошо ведёт себя под давлением соперников.
Против неё выступала Зульфия Забирова (Россия), которая в этом году одержала две победы на этапах Кубка мира и в последнее время демонстрировала очень стабильную хорошую форму. Она опасна на сложных трассах и известна своими своевременными поздними отрывами. За ней стоило следить и в индивидуальной гонке.
Сюзанн Юнгског, чемпионка мира 2002 и 2003 годов, также имела шансы на медаль. Она в этом году сосредоточилась на подготовке к олимпийской шоссейной гонке и имела психологическое преимущество в виде победы в двух последних гонках чемпионата мира, но в начале гонки она упала и заняла в итоге 33-е место.
Австралия и Германия представили на соревнования сильные команды. Австралия имела преимущество в виде команды, состоящей из трёх гонщиц, которые весь год выступали вместе. В команде также выступала действующий лидер Кубка мира, Ойнон Вуд. Вуд провела очень успешный год, её череда успехов началась ещё в январе с двойной победы на национальном чемпионате в групповой и индивидуальной гонках. В этом году она доказала, что может бороться с лучшими на подъёмах и в спринте, и, возможно, являлась самым быстрым финишером наряду с Мелхерс в конце длинного дня тяжёлых подъёмов.
В команде Германии выступали Юдит Арндт и Трикси Воррак, которые в этом году тесно сотрудничали в Нюрнберге. За последние несколько лет обе они постоянно занимали призовые места в гонках Кубка мира, причем Воррак в этом году показала лучший результат в своей карьере, победив в 12-дневной женской гонке Тур де л'Од феминин во Франции. Завершала команду Анжела Бродтка, которая в этом году зарекомендовала себя очень быстрым финишем. Предполагалось, что если бы гонка свелась к групповому спринту, она была бы среди лидеров. Хотя групповой спринт был маловероятен, за ней могли следить такие гонщицы, как Анита Вален (Норвегия), которая в хороший день может неплохо преодолевать подъёмы.
Команда США, представляющая Северную Америку, могла быть уверена в том, что проведёт хороший день, ведь Деде Барри одержала победу на Туре Бохума в прошлые выходные. К ней присоединились две относительно новые гонщицы — Кристин Армстронг и чемпионка страны в индивидуальной гонке Кристин Торберн, причём Торберн была заявлена ещё и на индивидуальную гонку в среду.

## Маршрут
Маршрут гонки представлял собой круг протяженностью 13,2 км. Он был полностью проложенный в центре Афин и включал четыре подъёма. В отличие от мужской гонки женщинам нужно было преодолеть его 9 раз. Общая протяжённость дистанции составила 118,8 км.
Старт и финиш находился на площади Котзия. Оттуда маршрут следовал на площадь Омония и далее на проспект Александрас на котором располагался первый подъём со средним градиентом 2—3 % и максимальным 5 %.
После этого шёл небольшой спуск к площади Колонаки откуда начинался крутой и извилистый подъём (2-й) на холм Ликавит к одноимённому театру — протяжённостью 2 км со средним градиентом 8 % и максимальным 10 %. С вершины холма следовал 3-х километровый быстрый и сложный спуск по улицам Василисис-Софиас и Василисис-Амалиас мимо Королевского дворца и Национального сада к Афинскому Акрополю чтобы пройти вдоль Одеона Герода Аттика и Парфенона.
В Акрополе располагался небольшой километровый подъём (3-й) вымощенный мраморными кирпичами, а затем спуск по улице Эрмоу к флам ружу после которого предстояло преодолеть последний четвёртый подъём почти до финишной линии.
|  | Маршрут круга: A — Старт/финиш; F—G подъём на холм Ликавит |

### Ландшафтный дизайн
К Олимпийским играм 2004 года в Афинах (Греция) был завершен ряд ландшафтных проектов.
Общей целью этих проектов было обеспечение качества на этапах проектирования, строительства и эксплуатации. Они также соответствуют требованиям экологического менеджмента — метода организации и осуществления мероприятий по охране окружающей среды.
Была благоустроена городская кольцевая дорога вокруг главной зелёной исторической зоны Афин — склонов холма Ликавит, которая использовалась в качестве участка трассы групповой шоссейной гонки во время Олимпийских игр. В связи с особой природной экосистемой, техническими трудностями (высокие склоны) и длительной историей этого объекта разработка и ландшафтное проектирование данного проекта были весьма сложными. Ландшафтный дизайн этого проекта был очень сложной задачей и требовал применения методов обеспечения экологического баланса. Реализация ландшафтного дизайна в данном проекте была направлена на восстановление ландшафта, пострадавшего от строительных работ, включение транспортных работ в ландшафт, выделение зон, представляющих особый интерес (например, зон отдыха), при одновременном соблюдении принципов эффективной эксплуатации и безопасного использования трассы.
Восстановление ландшафта было направлено, в частности, на защиту склонов от поверхностной эрозии и усиление их устойчивости, повышение функциональности дороги, эстетическое улучшение ландшафта, адаптацию дорожного ландшафта к окружающей среде и визуальное ориентирование пользователей. Стратегия ландшафтного проектирования и ландшафтные приложения, рассматриваемые как часть устойчивого развития дороги, создали эстетический пейзаж, обеспечили безопасность перевозок и защиту окружающей среды.

## Ход гонки
Перед гонкой стояла жара до 40 градусов Цельсия, но прогнозируемый смог не проявлялся. А гонщицы провели несколько тренировок на сложной трассе, которая отличалась холмистостью и техничностью, состояла из короткого участка подъёма и множества крутых поворотов.
Гонка проходила по центру Афин, но, в отличие от мужской гонки, несколько групп всё же отделились. На последнем круге лидировали австралийка Сара Кэрриган и немка Юдит Арндт. Но до спринта дело не дошло — на последнем километре Кэрриган обошла Арндт и выиграла семь секунд. Это была первая крупная международная победа Кэрриган. Арндт была более известна: она выиграла бронзовую медаль в гонке преследования на Олимпийских играх 1996 года, чемпионат мира в гонке преследования в 1997 году и выиграла чемпионат мира по шоссейным гонкам в 2004 году.
Учитывая небольшой состав команд — максимум три женщины от каждой страны, женская групповая шоссейная гонка получилась достаточно тактической. Франция и Испания часто и рано атаковали: Энерис Итурриага (Испания), Соня Юге и Эдвиж Питель (Франция) пытались совершить сольные проходы, надеясь поддержать лидеров своих команд — Сомаррибу и Жанни Лонго, соответственно.
Первый успешный отрыв в этот день совершила Итурриага, которая продемонстрировала свое недовольство медленным темпом, вырвавшись вперёд на ровной дороге перед единственным заметным подъёмом дистанции. Невысокая испанка быстро увеличила отрыв и к моменту подъёма зигзагом на извилистый холм была уже в лидерах с преимуществом более 30 секунд. Выход вперёд на четвёртом из девяти кругов был скорее попыткой Испании наладить ход гонки, чем рассчитывать на индивидуальные шансы Итурриаги.
Эта тактика помогла разбудить остальных соперников, и серия контратак Фернанды да Силвы (Бразилия), Ютрас (Канада), Пучинскайте (Литва) помогла разгореться борьбе. Ван Морсел и Арндт взяли дело в свои руки и всего за несколько минут парировали отрыв Итурриаги, обойдя её на пятом круге, когда они приближались к вершине подъёма.
Следующей на дистанцию вышла француженка Юге, сумевшая реализовать свой отрыв и вновь увеличившая темп. Победительница этапа Кубка мира, Флеш Валонь Фамм этого года, Югэ, оторвалась от соперников на гладком участке трассы, но к мощёному участку её настигли соперники.
Когда наступило решающее время, Канада решила начать последовательные атаки: Лин Бессетт и Сьюзан Палмер-Комар, каждая в одиночку, опережая всё более возбужденный пелотон. В то же время Германия, Австралия и Нидерланды держали своих гонщиков вместе. До падения Ван Морсел голландская команда выглядела не менее грозно, чем любая другая: и Мирьям Мелхерс, и Ван Морсел оживляли пелотон в ключевые моменты гонки. Австралия играла в выжидательную игру, предпочитая отсиживаться в первых раундах атаки.
Гонка на выбывание начала приобретать очертания, и ведущая группа стала сокращаться, что послужило толчком к формированию группы лидеров. Последовательные атаки/форсирование Сомаррибы, Арндт, Мелхерс и Кук создали финальную группу, в которой почти наверняка был победитель гонки. Сомарриба, Арндт, Мелхерс, Кук, Слюсарева и Вуд ушли в отрыв от основного пелотона, имея преимущество в 8 секунд над группой преследования, когда они проходили через линию старт/финиш на финальный круг. Кэрриган уверенно сокращала отставание от этой группы, как и американо-литовский дуэт Кристин Армстронг и Эдиты Пучинскайте несколько мгновений спустя.
Кэрриган не теряла времени, понимая, что основной выбор сделан. Она атаковала со старта и создала солидный отрыв, пока остальные смотрели друг на друга. Только Арндт смогла противостоять этому движению, пробиваясь через разрыв, чтобы присоединиться к Кэрриган и заставить её двигаться дальше. Когда они вышли на последний подъём, Арндт была в лидерах, а Кэрриган держалась рядом. Сомарриба попыталась организовать погоню, но отрыв всё увеличивался.
Спустившись с холма, Кэрриган решила не слишком усердствовать с Арндт, зная, что в группе преследования у неё есть Вуд, готовая к контратаке. Немка, хоть и не была довольна, но взялась за дело и предпочла рискнуть своей усталостью в спринте, чем увидеть, как группа реформируется. К флам ружу за 1 км до финиша они подошли с 20 секундами преимущества над преследователями. Мирьям Мелхерс предприняла последнюю попытку догнать лидеров, повторив побег Акселя Меркса в мужской гонке. Однако талантливой голландке не удалось вырваться вперед, и группа настроилась на спринт за бронзу.
Когда лидирующий дуэт вышел на финишную прямую, Арндт была на максимуме своих возможностей, поддерживая скорость и настороженно поглядывая на Кэрриган. Арндт тащила Кэрриган на подъёме и на протяжении последних километров, но Кэрриган приберегла силы для спринта и с легкостью вырвалась вперёд на финишном отрезке. Австралийка выбрала момент и обошла Арндт, мгновенно выиграв расстояние в несколько велосипедов. Кэрриган оглянулась через плечо и увидела, что Арндт делает то же самое. Поскольку немка больше беспокоилась о группе преследования, чем о победном спринте, Кэрриган поняла, что победа за ней, и начала праздновать.
«Когда отрыв стал приближаться ко мне, я увеличила темп, и тут появилась Юдит», — объяснила Кэрриган. «Когда Юдит оказалась рядом со мной, мне уже не нужно было так напрягаться. Поскольку Ойнон (Вуд) была позади, а она отличный спринтер, я могла держаться за Арндт. Юдит делала большую часть работы, а я немного. Это была идеальная ситуация». «Это просто потрясающе — стать обладателем золотой медали. Я буду дорожить этим днем всегда. Сегодняшняя гонка была полностью командной работой австралийской команды», сказала Кэрриган.
Сара Кэрриган принесла золото Австралии, победив в женской групповой шоссейной гонке на 118 км по тому же маршруту в центре Афин, что и мужчины за день до этого. Победа Кэрриган стала для Австралии второй золотой медалью в олимпийской шоссейной гонке после победы Кэти Уотт в 1992 году.
Как и в мужской гонке, в женской победный спринт достался всего двум гонщицам: австралийка Сара Кэрриган и немка Юдит Арндт оторвались от группы лидеров чуть более чем на круг.
Россиянка Ольга Слюсарева в борьбе за бронзу опередила подругу Кэрриган по команде, Ойнон Вуд и британку Николь Кук.
«Я догнала Сару и проделала большую работу», — сказала Арндт после финиша. «Все было бы по-другому, если бы здесь была Петра Росснер. Она — самый быстрый спринтер в мире», — добавила Арндт, выразив свое недовольство тем, что национальная федерация не взяла на Олимпиаду её подругу и спринтера Росснер.
Слюсарева осталась довольна своим медальным финишем. «Я даже не знаю, что сказать, это станет ясно только через несколько часов. Сейчас я могу сказать только то, что я очень счастлива», сказала она.
Несмотря на медленный старт, женская гонка оказалась более оживлённой, чем мужская, поскольку атаки начались примерно с половины дистанции, а фавориты регулярно выходили на первый план, чтобы если не вырваться вперед, то хотя бы попытаться провести отборы и сократить пелотон из 67 участников.

### Авария Леонтин ван Морсел
Большинство ожидаемых участников дошли до финала, за исключением действующего олимпийского чемпиона, Леонтин ван Морсел, которая в доли секунды от растерянности разбилась, находясь на второй позиции в основном пелотоне за два круга до финиша. Ван Морсел, ехавшая позади Жоан Сомаррибы, зацепилась колесом за испанку, оглянувшись через плечо, и упала на землю, увлекая за собой ещё нескольких гонщиков. Заметно шокированная и держащаяся за голову от боли, Ван Морсел была отведена на обочину дороги для дальнейшего осмотра, и её гонка закончилась. Ещё одной жертвой аварии стала канадка Лин Бессетт, только недавно догнавшая после своего сольного отрыва подругу по команде Сьюзан Палмер-Комар. Но Бессетт получила скорее механические повреждения велосипеда, чем травмы, но и она сошла с дистанции как раз в тот момент, когда должен был состояться финальный отбор лидеров. Швейцарская гонщица Николь Брендли, занявшая второе место на Чемпионате мира 2001 года, также упала, но смогла продолжить гонку, в отличие от фаворитки.

### Штраф Юдит Арндт после гонки
Впоследствии Международный союз велосипедистов (UCI) оштрафовал Юдит Арндт на 200 швейцарских франков за некорректный жест. Арндт пересекла финишную черту с поднятым вверх средним пальцем. Упустив свой шанс на золото, она не стала праздновать, а возобновила критику в адрес Федерации велосипедистов Германии. Из-за невыдвижения своей подруги Петры Росснер она сначала пригрозила бойкотировать Олимпиаду, но затем позволила своей профессиональной команде Nürnberger изменить своё решение.
«С Петрой, как ещё одним козырем в команде, мы могли бы выиграть. Я раздосадована тем, что австралийка вообще не принимала участия в ведущей работе. В итоге я вообще не смогла проехать трассу», — сказала Арндт. «Сейчас я не могу сказать, разочарована я или нет. Но серебро — это лучше, чем ничего».

## Итоговое положение
| \| Генеральная классификация \| Генеральная классификация \| Генеральная классификация \| Генеральная классификация \| Генеральная классификация \| \| Гонщик \| Гонщик \| Команда \| Время \| \| \| ------------------------- \| ------------------------- \| ------------------------- \| ------------------------- \| ------------------------- \| \| 1-й \| Сара Кэрриган \| Австралия \| 3ч 24' 24 \| \| \| 2-й \| Юдит Арндт \| Германия \| + 7 \| \| \| 3-й \| Ольга Слюсарева \| Россия \| + 29 \| \| \| 4-й \| Ойнон Вуд \| Австралия \| + 29 \| \| \| 5-й \| Николь Кук \| Великобритания \| + 29 \| \| \| 6-й \| Мирьям Мельхерс \| Нидерланды \| + 32 \| \| \| 7-й \| Жоан Сомарриба \| Испания \| + 32 \| \| \| 8-й \| Кристин Армстронг \| США \| + 32 \| \| \| 9-й \| Эдита Пучинскайте \| Литва \| + 36 \| \| \| 10-й \| Жанни Лонго \| Франция \| + 59 \| \| \| 11-й \| Сью Палмер-Комар \| Канада \| + 1' 13 \| \| \| 12-й \| Оливия Голлан \| Австралия \| + 1' 18 \| \| \| 13-й \| Ноэми Кантеле \| Италия \| + 1' 18 \| \| \| 14-й \| Анита Вален \| Норвегия \| + 1' 18 \| \| \| 15-й \| Кристин Торберн \| США \| + 1' 18 \| \| \| 16-й \| Деде Барри \| США \| + 1' 18 \| \| \| 17-й \| Джоанн Кисановски \| Новая Зеландия \| + 1' 18 \| \| \| 18-й \| Приска Доппман \| Швейцария \| + 1' 18 \| \| \| 19-й \| Зинаида Стагурская \| Беларусь \| + 1' 18 \| \| \| 20-й \| Михо Оки \| Япония \| + 1' 18 \| \| \| 21-й \| Шарон Вандромме \| Бельгия \| + 1' 18 \| \| \| 22-й \| Рэйчел Хил \| Великобритания \| + 1' 18 \| \| \| 23-й \| Ирина Чужинова \| Украина \| + 1' 18 \| \| \| 24-й \| Кристиана Зёдер \| Австрия \| + 1' 18 \| \| \| 25-й \| Трикси Воррак \| Германия \| + 1' 18 \| \| |                    |                |           |
| |                    |                |           |
| |                    |                |           |
| Генеральная классификация |                    |                |           |
| Гонщик | Гонщик             | Команда        | Время     |
| 1-й | Сара Кэрриган      | Австралия      | 3ч 24' 24 |
| 2-й | Юдит Арндт         | Германия       | + 7       |
| 3-й | Ольга Слюсарева    | Россия         | + 29      |
| 4-й | Ойнон Вуд          | Австралия      | + 29      |
| 5-й | Николь Кук         | Великобритания | + 29      |
| 6-й | Мирьям Мельхерс    | Нидерланды     | + 32      |
| 7-й | Жоан Сомарриба     | Испания        | + 32      |
| 8-й | Кристин Армстронг  | США            | + 32      |
| 9-й | Эдита Пучинскайте  | Литва          | + 36      |
| 10-й | Жанни Лонго        | Франция        | + 59      |
| 11-й | Сью Палмер-Комар   | Канада         | + 1' 13   |
| 12-й | Оливия Голлан      | Австралия      | + 1' 18   |
| 13-й | Ноэми Кантеле      | Италия         | + 1' 18   |
| 14-й | Анита Вален        | Норвегия       | + 1' 18   |
| 15-й | Кристин Торберн    | США            | + 1' 18   |
| 16-й | Деде Барри         | США            | + 1' 18   |
| 17-й | Джоанн Кисановски  | Новая Зеландия | + 1' 18   |
| 18-й | Приска Доппман     | Швейцария      | + 1' 18   |
| 19-й | Зинаида Стагурская | Беларусь       | + 1' 18   |
| 20-й | Михо Оки           | Япония         | + 1' 18   |
| 21-й | Шарон Вандромме    | Бельгия        | + 1' 18   |
| 22-й | Рэйчел Хил         | Великобритания | + 1' 18   |
| 23-й | Ирина Чужинова     | Украина        | + 1' 18   |
| 24-й | Кристиана Зёдер    | Австрия        | + 1' 18   |
| 25-й | Трикси Воррак      | Германия       | + 1' 18   |

## Галерея

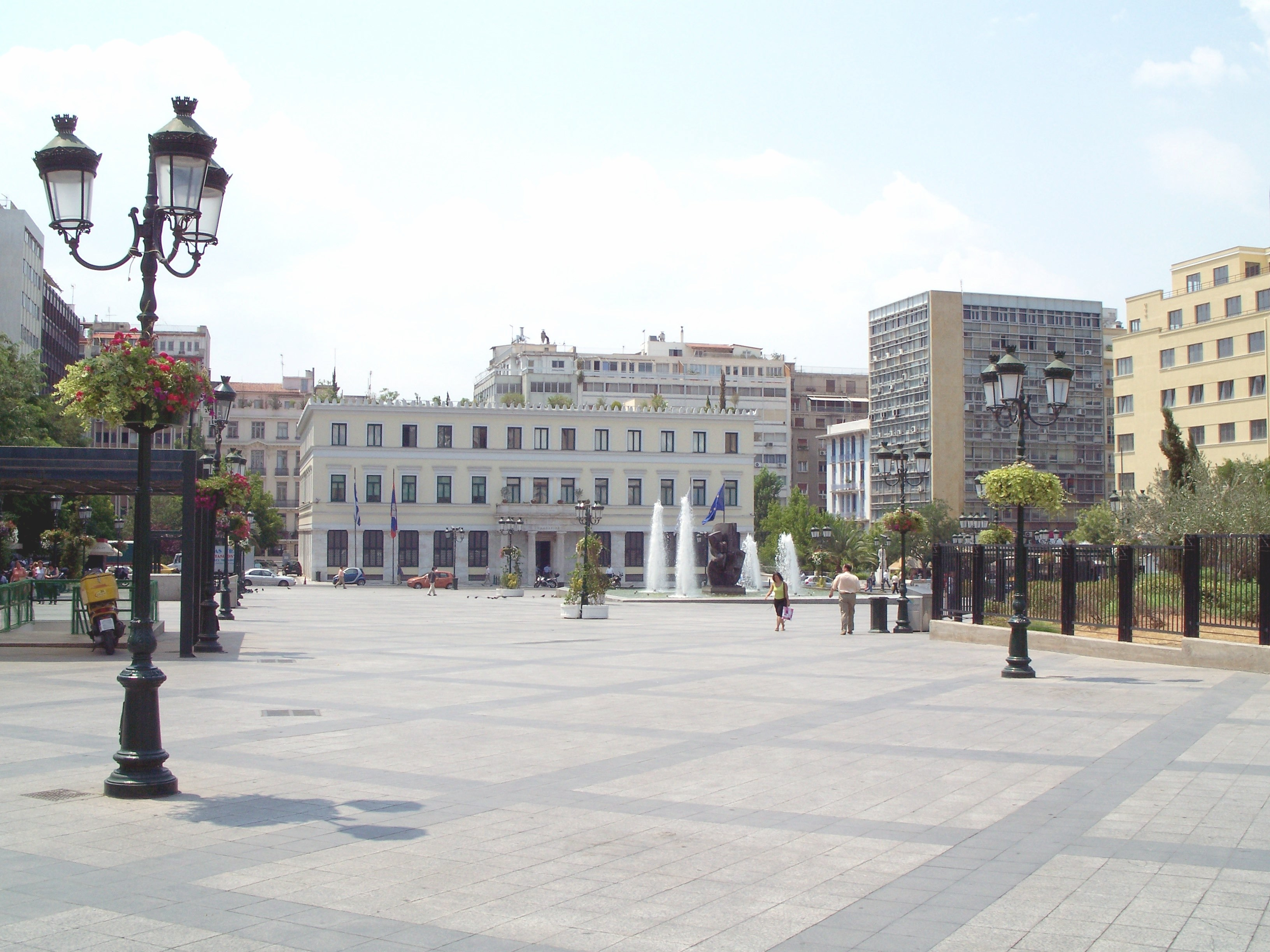
Площадь Котзия — место старта/финиша
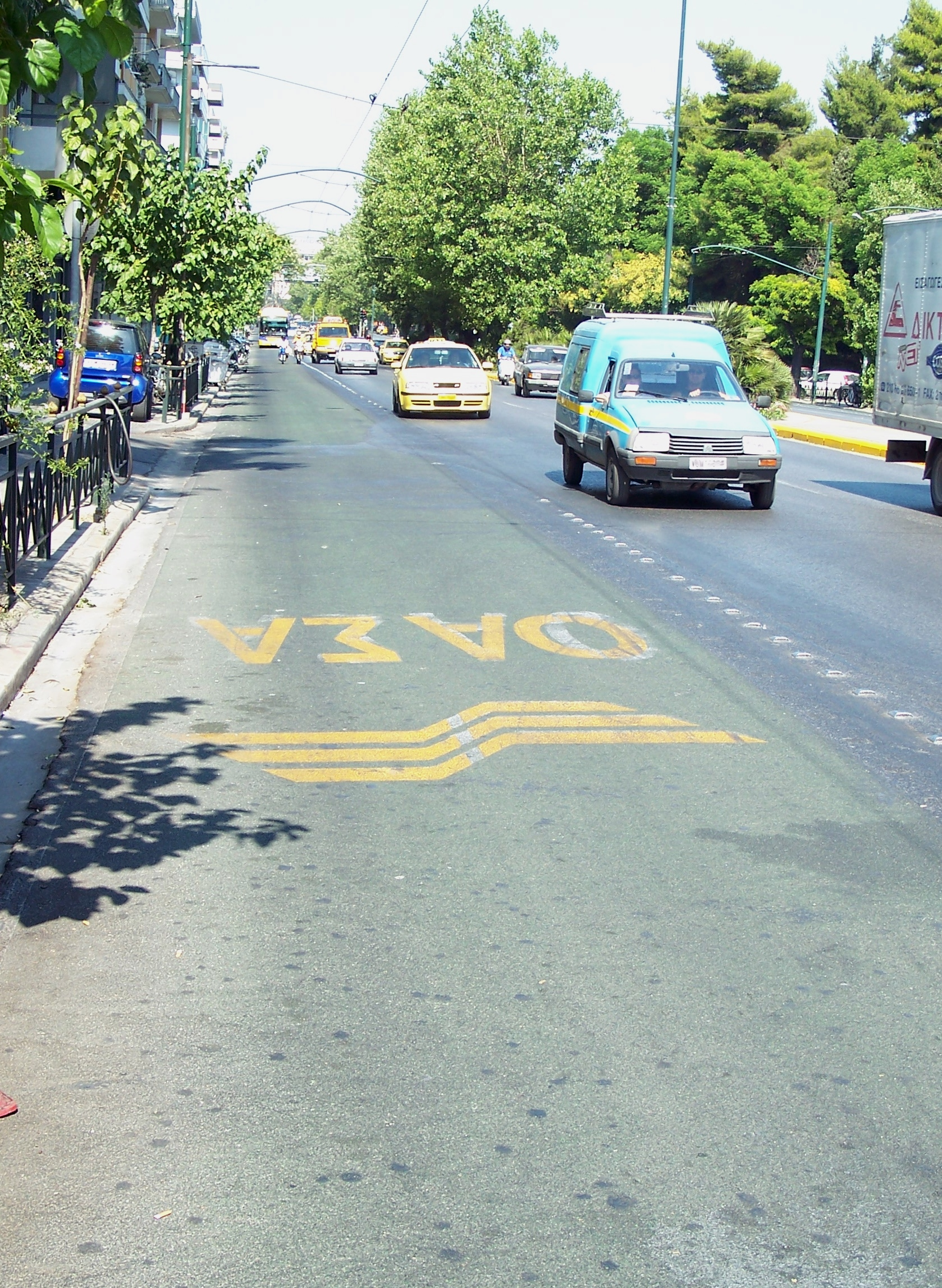
Проспект Александрас, первый подъём[англ.]
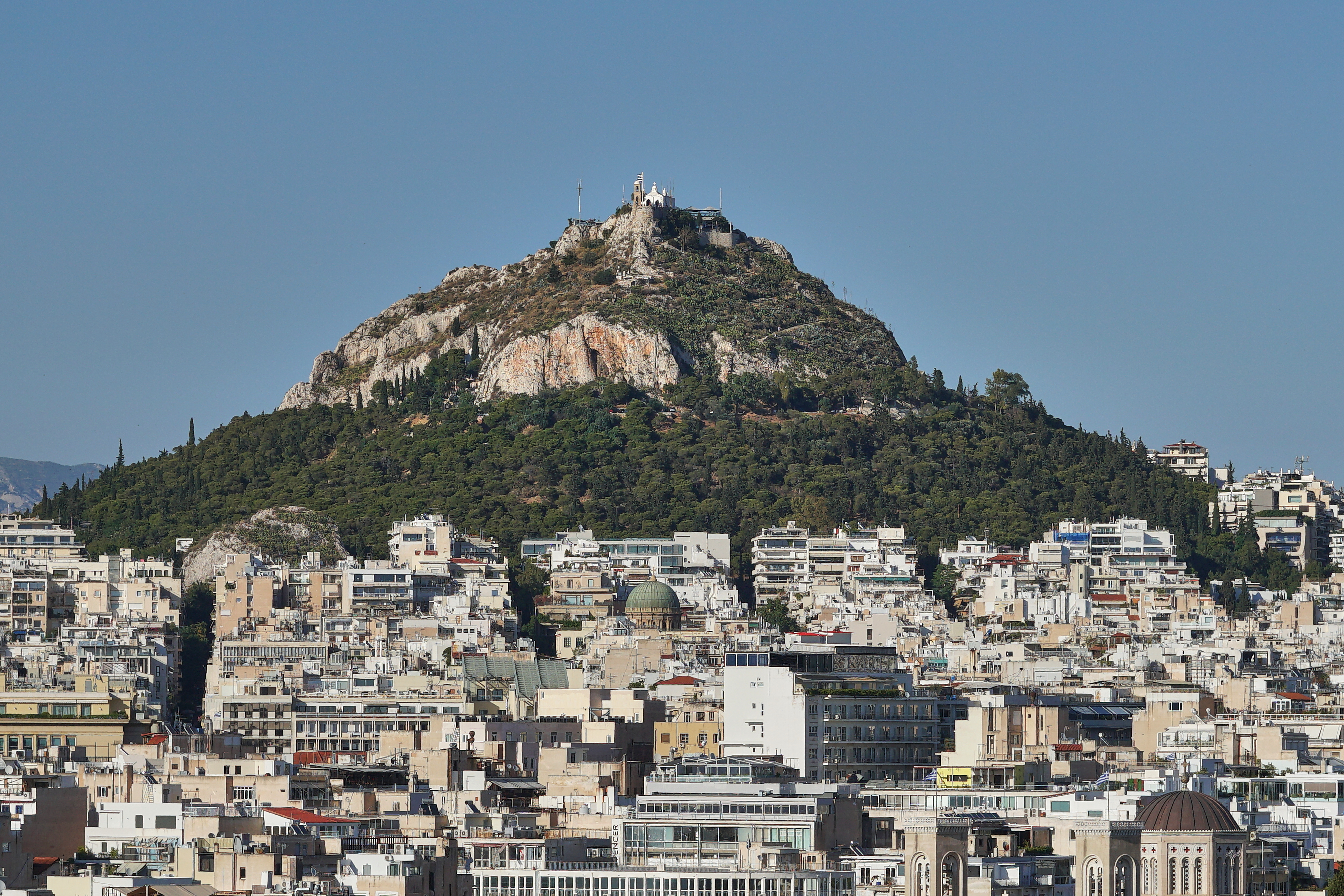
Ликавит, основной подъём
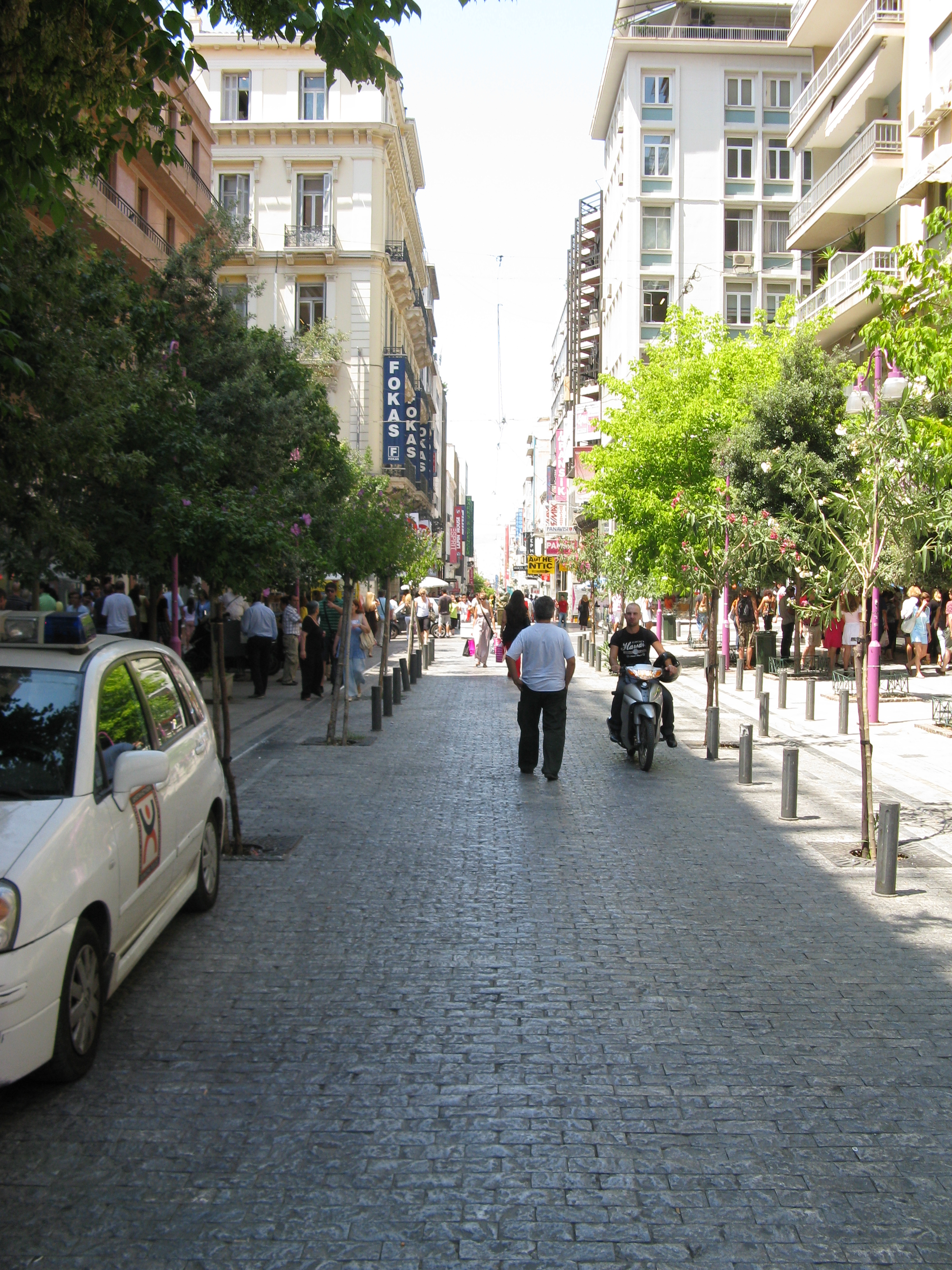
улица Эрмоу, предпоследняя улица[англ.]